# Les Infournas
Les Infournas est une localité et ancienne commune française, située dans le département des Hautes-Alpes en région Provence-Alpes-Côte d'Azur. Depuis 2013, elle fait partie de la nouvelle commune de Saint-Bonnet-en-Champsaur.

## Géographie

### Localisation
L'ancienne commune des Infournas couvrait toute la partie haute du bassin versant du torrent nommé le Merdarel, affluent de la Séveraissette descendant du pic Queyrel jusqu'au pied du village de la Motte-en-Champsaur, au sud-ouest du massif du Vieux Chaillol. L'accès à la vallée du Drac, axe vital de la région, ne peut se faire que par deux routes sinueuses, l'une au nord-ouest vers Chauffayer, qui se trouve à 10 km, l'autre au sud vers Saint-Bonnet-en-Champsaur, à 7 km.
La majeure partie du territoire de l'ancienne commune est constitué, au nord et à l'est, par les pentes inhospitalières et fortement ravinées du Cuchon et du Queyron. Au sud, les bois constituent sa seule vraie richesse.

### Climat
Blotti contre d'importants sommets, le double village des Infournas a un climat doux en été, mais rigoureux en hiver.

### Hameaux et lieux-dits
La localité se compose de deux hameaux :
- les Infournas-bas, ancien chef-lieu de la commune, avec la mairie et l'église, est situé à 1 245 m.
- les Infournas-hauts, point de départ de randonnées en montagne, s'élève à 1 373 m.

## Toponymie
Le nom de la localité est attesté sous l'appellation latine Villa Fornax au XIe siècle, Locus de Infornasis en 1307, Infornacii en 1324, Infournati en 1506, Infornas en 1516, Les Enfornas en 1543, Infornati en 1573, Les Infornas en 1762.

Los Infornàs en occitan.
Du latin furnus, « four », du suffixe augmentatif -as et l’agglutination de la préposition in.

Fornax désigne un four à chaux ou un four à poterie et découle de la déesse des fours.

## Histoire
Par délibération du conseil municipal du 31 octobre 2012, la commune des Infournas décide de fusionner avec les communes voisines de Saint-Bonnet-en-Champsaur et de Bénévent-et-Charbillac. La fusion au sein de la commune nouvelle de Saint-Bonnet-en-Champsaur est effective le 1er janvier 2013.
Le 28 août 2014 le conseil municipal de Saint-Bonnet-en-Champsaur décide de supprimer les délégations communales

## Politique et administration
| Période    | Période   | Identité      | Étiquette | Qualité |
| ---------- | --------- | ------------- | --------- | ------- |
| avant 1988 | ?         | Léon Boyer    |           |         |
| mars 2001  | mars 2008 | Paul Imbert   |           |         |
| mars 2008  | 2012      | Anne Deblevid |           |         |

## Population et société

### Démographie
L'évolution du nombre d'habitants est connue à travers les recensements de la population effectués dans la commune depuis 1793. À partir du 1er janvier 2009, les populations légales des communes sont publiées annuellement dans le cadre d'un recensement qui repose désormais sur une collecte d'information annuelle, concernant successivement tous les territoires communaux au cours d'une période de cinq ans. 
Pour les communes de moins de 10 000 habitants, une enquête de recensement portant sur toute la population est réalisée tous les cinq ans, les populations légales des années intermédiaires étant quant à elles estimées par interpolation ou extrapolation. Pour la commune, le premier recensement exhaustif entrant dans le cadre du nouveau dispositif a été réalisé en ,.
En 2010, la commune comptait 28 habitants.
| 1831 | 1836 | 1841 | 1846 | 1851 | 1856 | 1861 | 1866 | 1872 |
| ---- | ---- | ---- | ---- | ---- | ---- | ---- | ---- | ---- |
| 192  | 201  | 154  | 178  | 167  | 166  | 165  | 151  | 143  |

| 1876 | 1881 | 1886 | 1891 | 1896 | 1901 | 1906 | 1911 | 1921 |
| ---- | ---- | ---- | ---- | ---- | ---- | ---- | ---- | ---- |
| 151  | 152  | 152  | 144  | 118  | 119  | 109  | 103  | 121  |

| 1926 | 1931 | 1936 | 1946 | 1954 | 1962 | 1968 | 1975 | 1982 |
| ---- | ---- | ---- | ---- | ---- | ---- | ---- | ---- | ---- |
| 116  | 87   | 84   | 66   | 55   | 59   | 56   | 43   | 36   |

| 1990 | 1999 | 2004 | 2006 | 2009 | 2010 | - | - | - |
| ---- | ---- | ---- | ---- | ---- | ---- | - | - | - |
| 29   | 24   | 23   | 23   | 28   | 28   | - | - | - |

C'était la commune la moins peuplée des Hautes-Alpes avec 26 habitants en 2008.

## Économie
La commune était essentiellement agricole, tournée comme l'ensemble du Champsaur vers l'élevage, principalement ovin.